# Viktor Knouchevitski
Viktor Nikolaïevitch Knouchevitski, né le 6 janvier 1906 (19 janvier dans le calendrier grégorien) à Petrovsk, dans la province de Saratov (Empire russe) et mort en 1972 à Moscou (Union soviétique), est un chef d'orchestre et compositeur de variété soviétique.

## Biographie
Viktor Knouchevitski naît dans la province de Saratov dans la famille de Nikolaï Nikolaïevitch Knouchevitski, avocat qui jouait aussi du violon et de l'alto, et qui, depuis 1918, dirige et enseigne la musique à la première école de musique pour enfants ouverte à son initiative à Petrovsk. Il est ainsi le premier professeur de musique pour ses enfants, la fille aînée Nina (1904-1985) et ses deux fils, Viktor et Sviatoslav. La mère des futurs artistes connaît également bien la musique et chante dans la chorale locale.
À l'école, Victor étudie le violon et la théorie de la composition, et, à l'âge de 12 ans, il acquiert une expérience pratique de la performance, jouant dans des orchestres de salon et de danse dans des restaurants et également avant des séances dans un cinéma local. En 1921, il entre au Conservatoire de Saratov et en sort diplômé dans les classes de violon de B.S. Bogatyrev et de composition de L.M. Rudolf (1925). Puis il est transféré à la Faculté de théorie et de composition du Collège de musique de Moscou A. N. Scriabine, où il poursuit ses activités d'interprétation. Il joue dans le groupe d'altos des Persimfans et, maîtrisant seul le saxophone ténor, se produit dans des ensembles de jazz au cabaret Neryday et au cinéma Tsentralny. Il est diplômé d'une école technique dans la classe de composition de S. N. Vassilenko et A. V. Alexandrov (1928).
À Moscou, le compositeur a vécu rue Narodnogo Opoltchenia. Il meurt en 1972 et est enterré au cimetière Kouzminskoïe.